# Comuna Mîkolaiivka, Sumî
Mîkolaiivka (în ucraineană Миколаївка) este o comună în raionul Sumî, regiunea Sumî, Ucraina, formată din satele Mîkolaiivka (reședința) și Spaske.

## Demografie
Componența lingvistică a comunei Mîkolaiivka
     Ucraineană (96,45%)
     Rusă (3,55%)
Conform recensământului din 2001, majoritatea populației comunei Mîkolaiivka era vorbitoare de ucraineană (96,45%), existând în minoritate și vorbitori de rusă (3,55%).